# Graham (Geórgia)
Graham é uma cidade localizada no estado americano de Geórgia, no Condado de Appling.

## Demografia
Segundo o censo americano de 2000, a sua população era de 312 habitantes.
Em 2006, foi estimada uma população de 324, um aumento de 12 (3.8%).

## Geografia
De acordo com o United States Census Bureau tem uma área de 4,5 km², dos quais 4,5 km² cobertos por terra e 0,0 km² cobertos por água.

## Localidades na vizinhança
O diagrama seguinte representa as localidades num raio de 28 km ao redor de Graham.